# Audiollibre

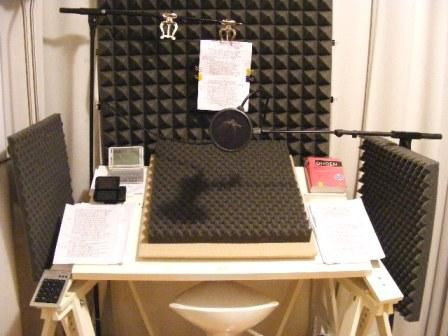
Cabina per als enregistraments professionals

Un audiollibre és un enregistrament d'un llibre llegit en veu alta per locutors i locutores, narradors i narradores, en la seva versió íntegra de l'obra original i sense música de fons. Se sol distribuir en suport CD, DVD o en formats digitals com l'MP3.
S'empra quan la lectura directa d'un llibre no és possible (per invidents) o per escoltar durant els desplaçaments o simplement perquè es prefereix d'aquesta manera.
De fet, les persones cegues han descarregat més de 2.500 llibres a través del Gestor ONCE de Llibres Digitals (GOLD) que va llançar l'organització de cecs al febrer de 2015, i que ofereix 25.990 obres en format DAISY (àudio digital) de la Biblioteca Digital de l'ONCE (BDO), que al seu torn ha registrat més de 5.500 usuaris en l'últim any.

## Història
| TAULA CRONOLÒGICA DE L'AUDIOLLIBRE | TAULA CRONOLÒGICA DE L'AUDIOLLIBRE |
| ---------------------------------- | --- |
| Abans de l'aparició d'internet     | Naixement en els relats enregistrats per la ràdio i el fonògraf. |
| Innovacions tecnològiques          | Es podien conservar millor els textos i l'accés a la informació, millorant la manejabilitat i el cost de producció.                                                                                             |
| A finals del 1971                  | Es comença a desenvolupar el que avui s'anomena llibre digital. Michael Hart va ser l'impulsor d'un projecte que consistia en la creació d'una biblioteca digital totalment gratuïta (Shakespeare, Poe, Dante). |
| 1975                               | L'escriptor David Sánchez Huliao enregistra contes que popularitzen el format amb diversos premis. |
| 1981                               | Surt a la venda el primer llibre electrònic, Random House's Electronic Dictionary. |
| 2001                               | Stephen King popularitza l'actualment conegut eBook amb la difusió de Riding the Bullet. |
| 2008                               | Barack Obama difon en plena campanya electoral l'audiollibre amb el missatge de la candidatura, The Audacity of Hope.                                                                                           |
| Aparició de DAISYPlayer            | Es millora l'accés dels audiollibres permetent navegar pels diferents capítols, seccions, pàgines, frases i paràgrafs.                                                                                          |

## Autors
Alguns escriptors que han publicat en alguna ocasió contingut en format audiollibre amb la seva pròpia veu són:
- Mario Benedetti
- Jorge Luis Borges
- Camilo José Cela
- Julio Cortázar
- Gabriel García Márquez
- Stephen King
- David Sánchez Juliao
- Jon Aizpúrua
- Ismael Cala
- Padre Alberto Cutié
- Dra. Isabel
- Joachim de Posada
- José Luis Cruz García

## Característiques
L'audiollibre és un mitjà de comunicació útil quan la lectura directa no és possible, algunes de les seves característiques principals són: 
- Permet conservar materials que d'una altra manera podrien deteriorar-se i perdre's.
- Permet dur a terme altres activitats mentre es reprodueix: conduir, caminar, prendre sol, cuinar, etc.
- És fàcil de descarregar, d'executar i econòmic.
- Fomenta la lectura i promociona el contingut més que el format escrit.

De fet, un 40% de la població total Americana entre 18 i 30 i més utilitzen mitjans electrònics per a la lectura de llibres (audiobooks, ebooks...).

### Contingut dels audiollibres
Hi ha una gran varietat de continguts respecte a l'audiollibre, i no estrictament els llibres convencionals. Per exemple pot contenir un conte, una conferència, un curs, un article, un assaig, un diàleg, una entrevista, un programa de ràdio entre d'altres.

#### Veu
La veu pot ser generada per ordinadors o mitjançant la lectura en veu alta per actors i actrius, narradors o locutors. Un audiollibre comercial sol ser narrat per professionals que interpreten i dramatitzen els textos. Algunes empreses editores d'audiollibres donen a triar entre veu femenina o masculina, quina varietat d'espanyol o anglès es prefereix, el to, el timbre i la cadència dels locutors.

#### Duració
A causa d'una lògica limitació de temps, els audiollibres el text dels quals prové d'una obra prèvia de gran extensió solen ser versions reduïdes (abridged). Tot i així, podem trobar versions íntegres de les obres (unabridged).

### Formats dels audiollibres

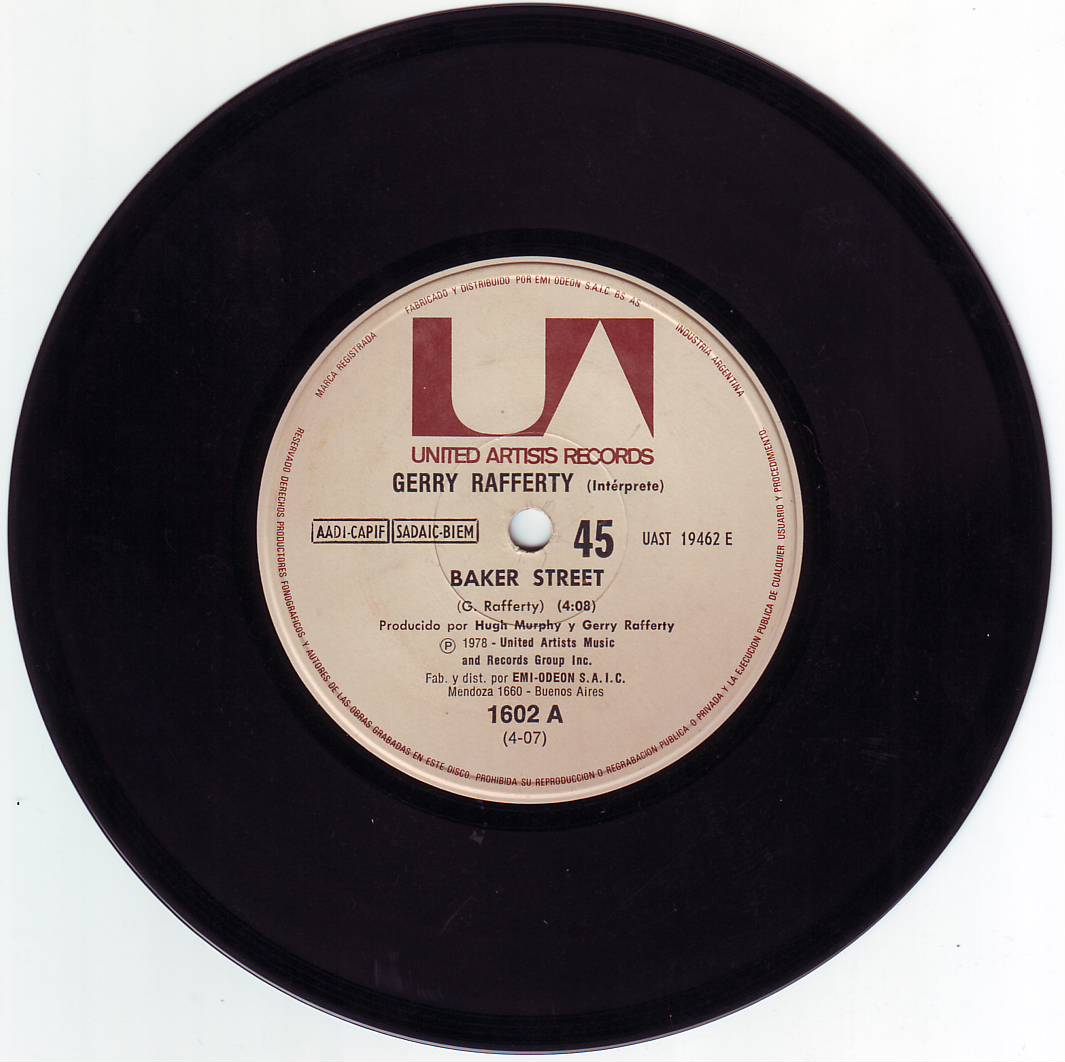
Disc de vinil, avui dia un dels formats més inutilitzats per a l'enregistrament d'audiollibres.

Els audiollibres poden estar presentats en diferents formats: casset, disc de vinil, CD, DVD, Podcast, MP3, mitjançant una descàrrega digital.

#### Software específic
Encara que un audiollibre serà generalment compatible amb qualsevol reproductor de música comuna, existeixen aplicacions que han afegit un suport específic per a aquest tipus de contingut, com:
- Daisy Player Arxivat 2016-03-03 a Wayback Machine. (compatible amb l'estàndard Daisy)

- iTunes

- TPB Reader (anglès)

- Rhythmbox (GNU/Linux)

## Llogar audiollibres: Xarxa de Biblioteques de Barcelona
El catàleg d'audiollibres de la Xarxa de Biblioteques de Barcelona està format per obres clàssiques i actuals, en català i castellà, que es troben agrupades en sis categories: autoajuda, novel·la per adults, novel·la juvenil, assaig, relats i obres clàssiques. Aquest servei, que va començar l'any 2012, rep el nom de Audiomol-Leemos para ti i s'ha fet en col·laboració amb l'empresa Editorial Liverbox SL.

## Tipus d'audiollibres
Alguns criteris per poder classificar els audiollibres són: 
Per suport
Casset
Disc de vilnil
CD
MP3CD
Podcast
MP3
Descàrrega digital

Per tipus de so

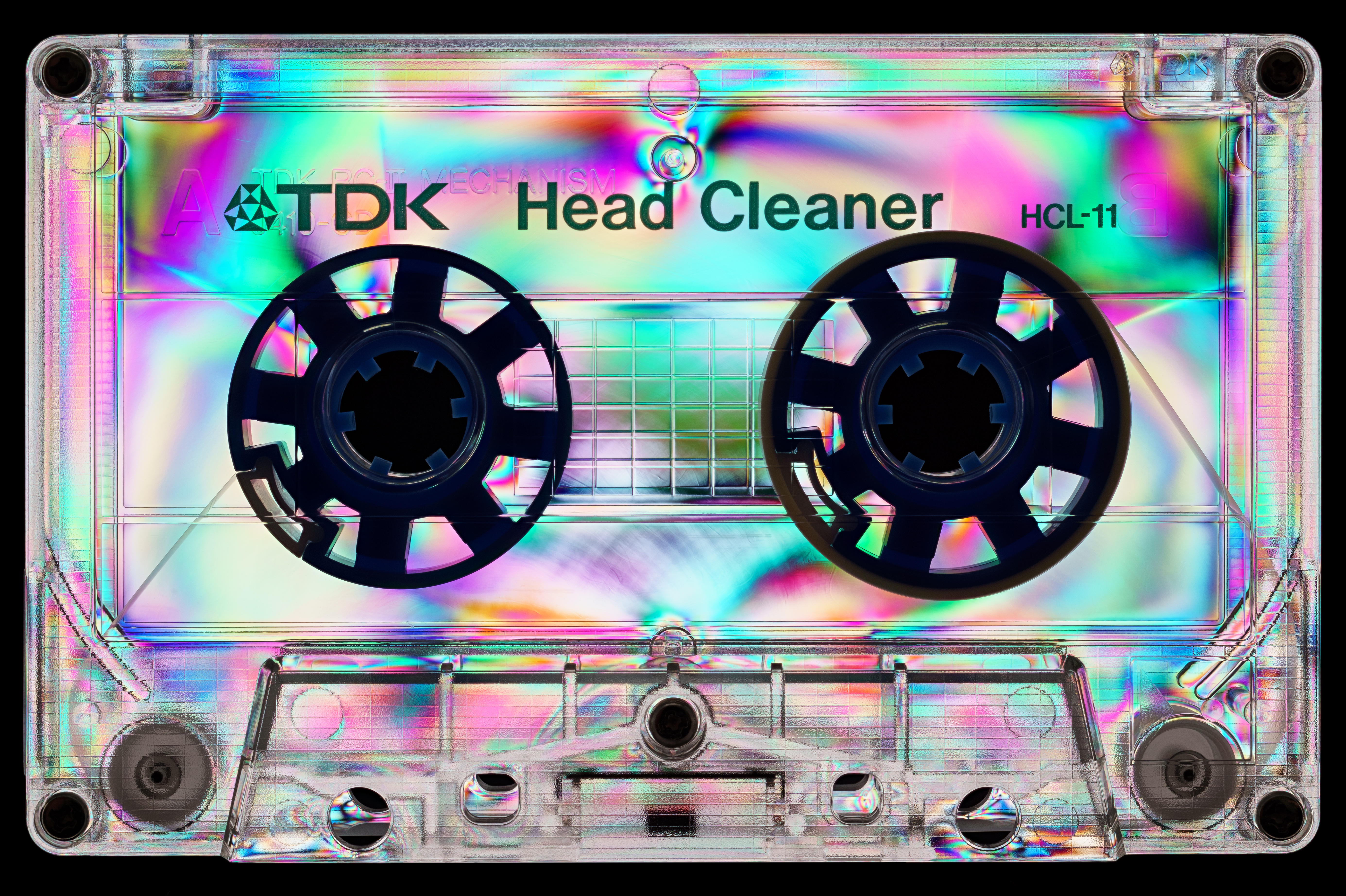
Aùdio Casset

Audiollibres amb veu real o humana: són aquells que són narrats per una persona.
Audiollibres dramatitzats: són aquells que són narrats per diferents narradors. També destaquen per afegir efectes de so. Alguns audiollibres tenen versions completament dramatitzades de el llibre imprès, de vegades amb un grup d'actors, música, i efectes de so. Són empleats per exemple, en contes per a nens.
Audiollibres amb veu electrònica: són aquells que són narrats per un programa informàtic.

Pel tractament de l'obra
Segons el relat poden ser:
- Abridged o abreujats, que consisteixen en versions resumides de el text.
- Unabridged o íntegres, són lectures de el text de el llibre íntegre, paraula per paraula.

## Distribució
Els audiollibres es distribueixen en format digital a través d'Internet o CD o DVD.
Actualment l'oferta d'audiollibres disponibles en castellà és escassa. En canvi, en anglès, francès o alemany n'hi ha molta. El Servei Bibliogràfic de l'Organització Nacional de Cecs Espanyols compta amb un catàleg extens d'obres en castellà, però només està disponible per als afiliats a l'ONCE.
Excloent les produccions fetes per persones privades, els audiollibres més coneguts eren gravacions de programes de ràdio. No obstant això, en els últims anys han sorgit diverses editorials d'audiollibres a Espanya, Amèrica Llatina i els Estats Units que estan publicant en audiollibre títols reconeguts com Cinquanta ombres d'en Grey, Els 7 hàbits de la gent altament efectiva, El poder de l'Ara i centenars de títols més.

## Ús
Els audiollibres estan destinats a: 
-Tot aquell que gaudeix a l'escoltar.
-Persones ocupades, amb falta de temps per llegir.
-Persones amb dificultats en la visió o incapacitades per entendre signes com en el cas dels dislèxics.
-Persones que no estan encara alfabetitzades, com un pas per augmentar la capacitat d'atenció i la concentració.
-Persones estudiants d'idiomes com l'espanyol o l'anglès o qualsevol altra llengua, a les que els convingui escoltar textos llegits en aquests idiomes com exercitació.
-Nens i joves, molt familiaritzats amb els mitjans audiovisuals i que necessiten un major estímul per a prestar atenció.
-Persones que passen molt de temps viatjant, tant si condueixen el vehicle com si són portats.
-Ens apropen d'una manera més vívida i personal la informació dels llibres, facilitant així el seu record.
-Persones sense hàbit de lectura.

## Producció
Algunes persones generen els seus propis audiollibres a partir de llibres electrònics gravant la veu generada per un ordinador. Una aplicació que permet fer aquesta tasca és LectoText, comercialitzada pel Centre de Recerca, Desenvolupament i Aplicació Tiflotècnica.

## Comprar audiollibres al web

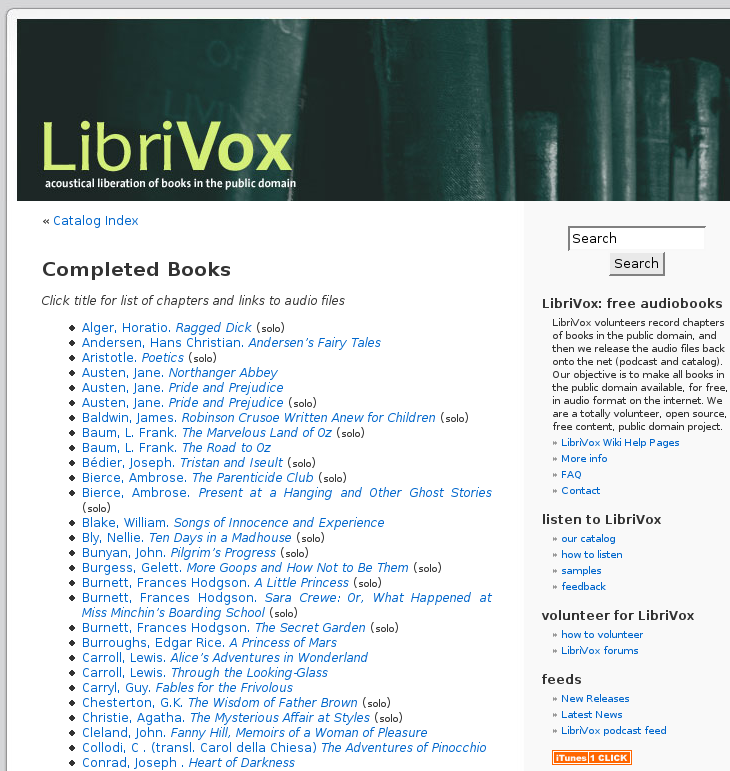
Pàgina web de dominis lliures librivox.

Si no disposem del carnet de la Biblioteca Pública, podem comprar o llogar-ne a les següents pàgines web:
Audiomol Arxivat 2017-03-20 a Wayback Machine.: 160 títols en català, també en proposen en castellà i anglès
Aulacreativa Arxivat 2015-11-13 a Wayback Machine.: distribució de materials didàctics per l'aprenentatge i la pràctica d'idiomes en català i castellà.
LibriVox: base de dades d'audiollibres gratuïts on tothom pot crear i pujar els seus audiollibres.
LoyalBooks: audiollibres gratuïts en anglès.
Amazon: botiga d'audiollibres des d'Internet en qualsevol idioma disponible.
Audio-libro: audiollibres en català, castellà i anglès.
Ivoox: base de dades d'audiollibres gratuïts i programes de ràdio on tothom pot crear i pujar les seves creacions.
QuedeLibros Arxivat 2016-10-09 a Wayback Machine.: pàgina web per descargar de franc audiollibres.
Lit2Go: Base de dades d'audiollibres gratuïts en anglès.
Audible: Base de dades d'audiollibres en anglès gratuïts durant un mes. Pertany a Amazon.
Audioteka: Base de dades d'audiollibres en castellà gratuïts